# Pinus pseudostrobus
Pinus pseudostrobus ist eine in Mexiko und Guatemala heimische Pflanzenart der Gattung Kiefern (Pinus).

## Merkmale
Pinus pseudostrobus ist ein Baum, der Wuchshöhen von 30 bis 40 m hoch, selten bis 45 m, und Stammdurchmesser von 40 bis 80 cm, selten auch 100 cm erreicht. Der Stamm ist meist gerade und astfrei bis in 20 oder 30 m Höhe. Die Äste stehen meist waagrecht. Bei alten Bäumen ist die Krone rund, junge Bäume haben eine offene, pyramidenförmige Krone mit entfernt stehenden Ästen. Die Borke ist bei alten Bäumen dunkelbraun, dick und durch tiefe senkrechte Risse in raue, schuppige Platten geteilt. Im oberen Stammbereich ist die Borke glatt und rotbraun. Bei jungen Bäumen ist die Borke glatt und rötlich- bis grau-braun. Die Zweige sind schlank, leicht aufrecht und glatt.
Die Nadelblätter stehen in Bündeln an Kurztrieben zu fünft. Die Scheiden sind bleibend, hell- bis dunkelbraun und 12 bis 15 mm lang. Die Nadelblätter sind schlank, biegsam, 20 bis 25 cm lang. Der Rand ist fein gesägt. Es sind meist drei (selten zwei bis vier) Harzkanäle vorhanden. Es gibt zwei Leitbündel, die benachbart, aber abgegrenzt sind.
Die Blütenzapfen sind länglich-kegelförmig, die kleinen Zapfenschuppen tragen kleine, aufrechte Dornen. Sie stehen einzeln oder in Gruppen von 2 bis 3 an steifen, schuppigen Stielen.

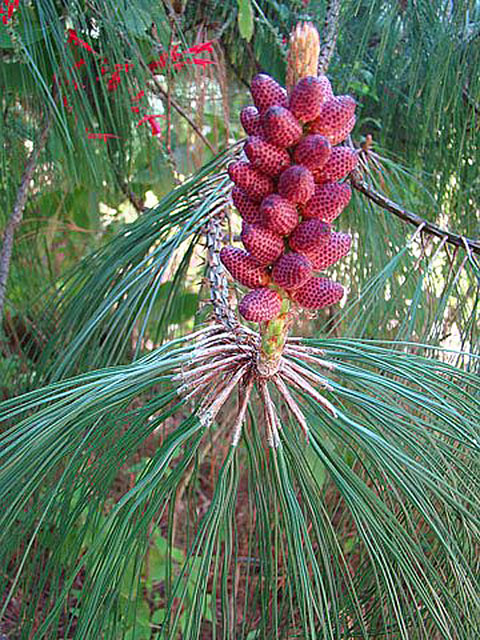
Männliche Zapfen

Die Zapfen sind eiförmig bis lang-eiförmig, leicht gekrümmt. Sie sind 8 bis 10 cm lang und geöffnet 5 bis 7 cm breit. Die Farbe ist hellbraun. Die Zapfen öffnen sich zur Reife und fallen bald danach ab. Wenn sie abfallen, bleiben der Stiel und einige der untersten Zapfenschuppen am Zweig. Die Zapfenschuppen sind dünn, mittelhart. Die Apophyse ist leicht erhaben bis flach, quer gekielt, der Umbo sitzt dorsal, ist klein, und mit einem kleinen, abfallenden Dorn bewehrt.
Die Samen sind rund 6 mm lang, dunkelbraun. Der Samenflügel ist 20 bis 23 mm lang, dunkelbraun. Die Zahl der Keimblätter beträgt meist acht (selten sechs bis neun).
Das Holz ist hellgelb, recht weich, aber stark und etwas harzig. Die Bäume werden zu Schnittholz verarbeitet, teilweise auch für Feuerholz und zur Harzgewinnung genutzt.

## Verbreitung und Standorte
Pinus pseudostrobus kommt vorwiegend in Mexiko vor, das Areal reicht jedoch bis Guatemala. Die größten Vorkommen sind in der Zentralen Vulkangebirgskette, die auf der geographischen Breite von Mexiko-Stadt von West nach Ost durch Mexiko zieht. Die Vorkommen liegen in den Bundesstaaten Jalisco, Michoacán, México, Distrito Federal de México, Morelos, Hidalgo, Puebla, Tlaxcala, Veracruz, Oaxaca, Guerrero und Chiapas. In Guatemala kommt sie in den südlichen Landesteilen vor.
Die Art wächst in Höhenlagen von 1600 bis 3200 m vorwiegend an Berghängen. Der jährliche Niederschlag variiert im Gebiet von 800 bis 1500 mm. Die größten Bäume wachsen in Michoacán in 2000 bis 2400 m auf tiefgründigem Vulkanboden. In weiten Gebieten ihres Areals, wächst die Art zusammen mit verschiedenen Tannen-Arten (Abies spp.) sowie Pinus montezumae, Pinus douglasiana, Pinus michoacana, Pinus maximinoi und Pinus pringlei.

## Systematik
Pinus pseudostrobus wurde 1839 von John Lindley erstbeschrieben.
Synonyme sind Pinus orizabae Gordon, Pinus protuberans Roezl, Pinus angulata Roezl, Pinus regeliana Roezl, Pinus protuberans var. angulata (Roezl) Carrière, Pinus pseudostrobus var. estvezii Martínez, Pinus pseudostrobus var. coatepecensis Martínez, Pinus pseudostrobus var. apulcensis (Lindl.) Martínez, Pinus pseudostrobus forma megacarpa Loock, Pinus estevezii (Martínez) J.P.Perry, Pinus pseudostrobus subsp. apulcensis (Lindl.) Stead, Pinus nubicola J.P.Perry, Pinus pseudostrobus var. laubenfelsii Silba, Pinus yecorensis Debreczy & I.Rácz, Pinus yecorensis var. sinaloensis Debreczy & I.Rácz, Pinus apulcensis Lindl., Pinus pseudostrobus var. apulcensis (Lindl.) Martínez, Pinus pseudostrobus forma megacarpa Loock, Pinus pseudostrobus subsp. apulcensis (Lindl.) Stead, Pinus pseudostrobus var. oaxacana Martínez, Pinus oaxacana Mirov, Pinus pseudostrobus var. oaxacana (Mirov) S.G.Harrison und Pinus oaxacana var. diversiformis Debreczy & I.Rácz.
Es werden zwei Varietäten und eine Form unterschieden:
- Pinus pseudostrobus var. apulcensis (Lindl.) Shaw (Syn.: Pinus apulcensis Lindl., Pinus pseudostrobus subsp. apulcensis (Lindl.) Stead): Sie kommt in Mexiko, Guatemala und El Salvador vor.[2]
- Pinus pseudostrobus f. protuberans Martínez: Sie kommt im zentralen und südwestlichen Mexiko vor.[2]
- Pinus pseudostrobus var. pseudostrobus: Sie kommt von Mexiko bis Honduras vor.[2]